# Prosaurolophus
A Prosaurolophus (jelentése 'fejdíszes előtti gyík', a későbbi, de hasonló fejdísszel rendelkező Saurolophusra utalva) a (kacsacsőrű) hadrosaurida dinoszauruszok egyik neme, amely a késő kréta időszakban élt Észak-Amerikában. Legalább 25, két különböző fajhoz tartozó példány maradványai alapján ismert, melyek között koponyák és csontvázak is találhatók, a velük kapcsolatos információk mégis homályosak. E körülbelül 9 méter hosszúságú állat maradványaira a késő kréta időszak késő campaniai korszakában, mintegy 75 millió évvel ezelőtt keletkezett Dinosaur Park Formációban, Albertában, és a hasonló korú, Montana állambeli Two Medicine Formációban találtak rá. Legjobban felismerhető jellemzője egy kis méretű, egyszerű fejdísz, ami az orrcsontokból alakult ki és a szemek előtt emelkedik fel.
A típusfajról a P. maximusról az Amerikai Természetrajzi Múzeum (American Museum of Natural History) őslénykutatója, Barnum Brown készített leírást 1916-ban. A második fajt, a P. blackfeetensist Jack Horner, a Museum of the Rockies őslénykutatója írta le 1992-ben. A két fajt a fejdísz mérete és a koponya egyes részletei különböztetik meg egymástól.

## Anatómia

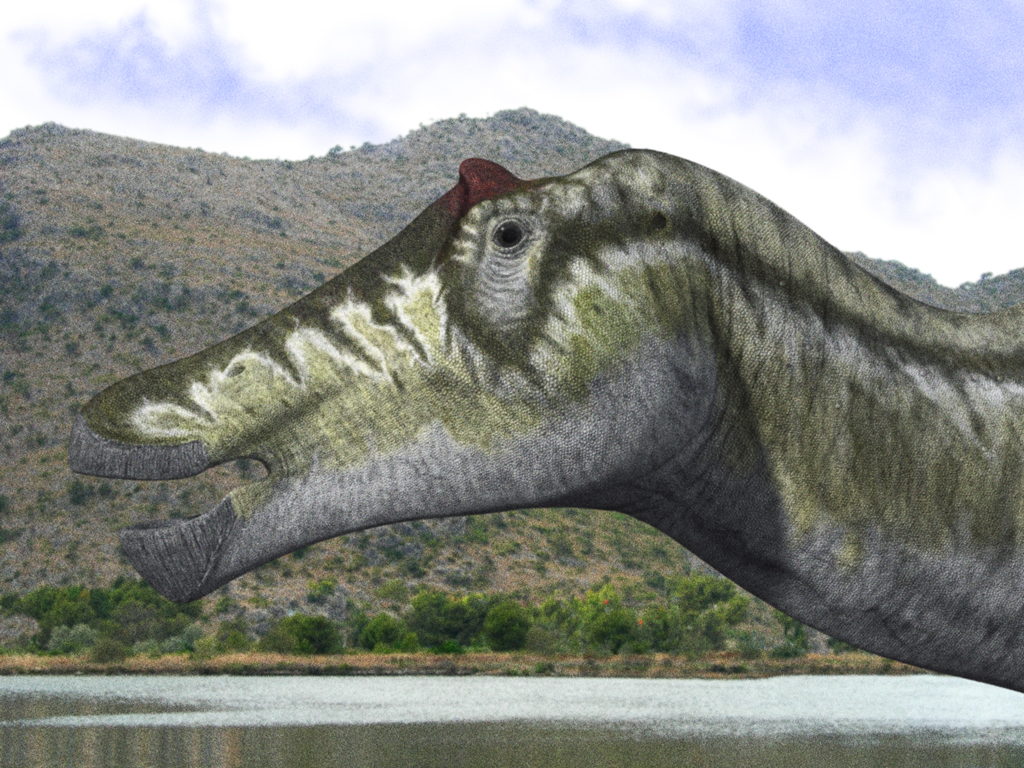
A Prosaurolophus maximus fejének háromdimenziós rekonstrukciója

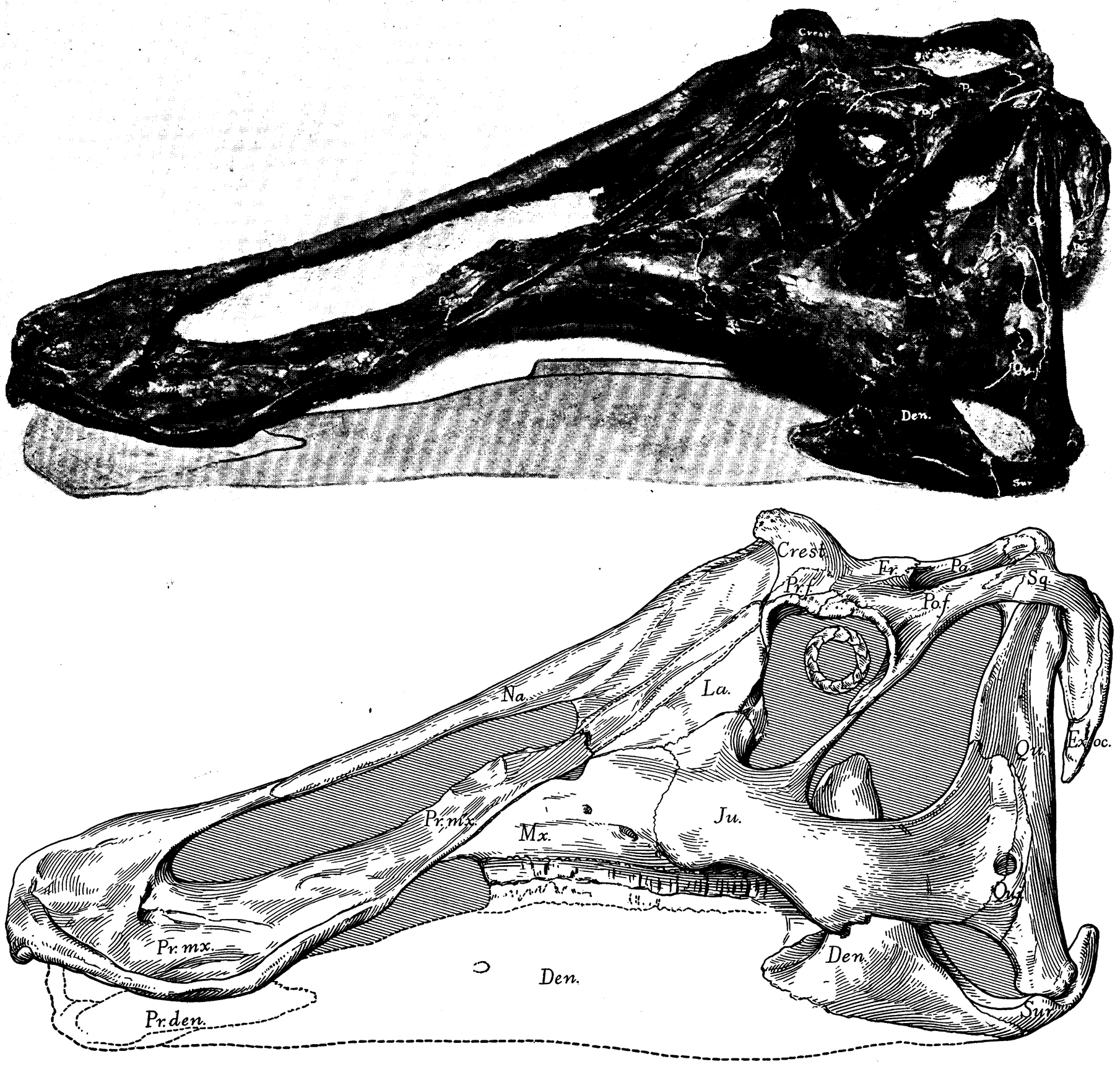
A Prosaurolophus maximus Barnum Brown által készített koponyarekonstrukciója

A Prosaurolophus egy nagy fejű kacsacsőrű volt; legteljesebb leírt példányának koponyája 0,9 méter hosszú, melyhez egy nagyjából 8,5 méter hosszúságú csontváz tartozik. A szemei előtt egy kis, szilárd háromszögletű, homorú oldalú fejdísz helyezkedett el. A felkarcsontja aránylag rövid volt.
Egyébként az anatómiája jelentéktelen volt egy átlagos hadrosaurina hadrosauridáénak felelt meg. A hadrosauridák többségéhez hasonlóan, a koponyája teljes elülső része kiszélesedett, egy csőrt formázva, ami Észak-Amerika erdeiben ideális lehetett a levelek és ágak lecsípéséhez. A száj hátsó része ezernyi, a táplálék megőrlésére használható fogat tartalmazott.
A két faj eltért egymástól a fejdísz és a profil részleteiben, a P. blackfeetensis arca meredekebb és magasabb volt, mint a P. maximusé. A P. blackfeetensis esetében a fejdísz hátrafelé növekedve közelebb került a szemekhez.

## Osztályozás
Bár a Prosaurolophus név miatt gyakran hozzák összefüggésbe a Saurolophusszal, vannak, akik vitatják a kapcsolat meglétét; egyes szerzők szerint közeli rokonságban állnak egymással, míg mások úgy vélik, hogy inkább a Brachylophosaurushoz, az Edmontosaurushoz, a Gryposaurushoz és a Maiasaurához áll közelebb. Mivel hadrosaurina volt, a fejdísze nem tartalmazott üreget.
Az itt található kladogram Jack Horner, David B. Weishampel és Catherine Forster 2004-es áttekintése alapján készült, amely a The Dinosauria második kiadásában jelent meg. Eszerint a Prosaurolophus a Gryposaurushoz áll legközelebb. Ez csak egy, a hadrosauridákhoz tartozó számos kladogram közül.

## Történet
Barnum Brown 1915-ben begyűjtött egy kacsacsőrű koponyát (az AMNH 5836 jelzésű leletet) az albertai Red Deer folyónál, Steveville közelében az Amerikai Természetrajzi Múzeum (American Museum of Natural History) számára. 1916-ban Prosaurolophus néven leírást készített a példányról. A név a szintén általa, 1912-ben leírt Saurolophusszal való összehasonlításból ered.
A Saurolophus hasonló volt, de nagyobb hosszúságot ért el, a fejdísze pedig jobban hasonlított egy tüskére. A koponya orr-része sérült volt, és a rekonstrukciója során tévedésből túl hosszúvá tették, de rövidesen jobb állapotú maradványok kerültek elő, melyek megmutatták a testrész igazi alakját; ezek egyike a William Parks által 1924-ben leírt majdnem teljes csontváz és koponya. Ehhez a fajhoz tartozóan 20–25 példány vált ismertté, köztük hét koponya és a csontváz további részének maradványai.
A második faj, a P. blackfeetensis egyetlen, a Museum of the Rockiesban őrzött (MOR 454 jelzésű) leleten alapul, melyről Jack Horner készített leírást. Ez a példány három vagy négy másikkal együtt a montanai Glacier Countyból került elő. A fosszíliákat egy Prosaurolophus maradványokat tartalmazó csontmederben fedezték fel, ami azt jelzi, hogy ezek az állatok, legalábbis egy ideig együtt éltek. A csontmedret egy csoport szárazság idején vízforrás közelében összegyűlt állat gyűjtőhelyeként értelmezték. Sok hadrosaurida faj élt csoportban, és ezt a fajt a legtöbb új keletű áttekintés érvényesnek tartja.

## Ősökológia
A Prosaurolophus maximus otthonaként szolgáló Dinosaur Park Formációt alacsonyan fekvő, folyókkal és árterekkel tagolt, elmocsarasodott területként jellemzik, amely óceáni hatásnak is ki volt téve a Nyugati Belső Víziút megléte idején. Az éghajlat Albertában melegebb volt, mint napjainkban, nedves és száraz évszakok váltották egymást, de fagy nem volt. Az erdei lombkoronát uraló növények a tűlevelűek voltak, míg az aljnövényzetet páfrányok, páfrányfák és zárvatermők alkották. A P. maximus csak e jól ismert formáció felső, az óceán hatásának jobban kitett részéről ismert. Ez a nem volt a leggyakoribb hadrosaurina a térségben, melynek üledéke körülbelül 76–74 millió éves.
A Dinosaur Park Formáció olyan jól ismert dinoszauruszok otthonaként is szolgált, mint a (szarvas) ceratopsida Centrosaurus, Styracosaurus és Chasmosaurus; a kacsacsőrű Gryposaurus, Corythosaurus és Lambeosaurus; a tyrannosaurida Gorgosaurus; valamint az ankylosaurida Edmontonia és Euoplocephalus.
A nagyjából egyidős Two Medicine Formáció, a P. blackfeetensis otthona jól ismert a dinoszaurusz fészkek, tojások és fiatal egyedek fosszíliái révén, melyek a hadrosauridák közé tartozó Hypacrosaurus stebingeritől és Maiasaurától, a troodontidák közé tartozó Troodontól származnak. A tyrannosaurida Daspletosaurus, a caenagnathida Chirostenotes, a dromaeosauridák közé tartozó Bambiraptor és Saurornitholestes, a páncélos dinoszauruszok közé tartozó Edmontonia és Euoplocephalus, a hypsilophodontida Orodromeus, valamint a szarvas dinoszauruszok közé tartozó Achelousaurus, Brachyceratops, Einiosaurus és Styracosaurus ovatus szintén jelen voltak a területen. Ez a formáció a Nyugati Belső Víziúttól jóval távolabb és magasabban helyezkedett el, így sokkal szárazabb volt az éghajlata.

## Ősbiológia

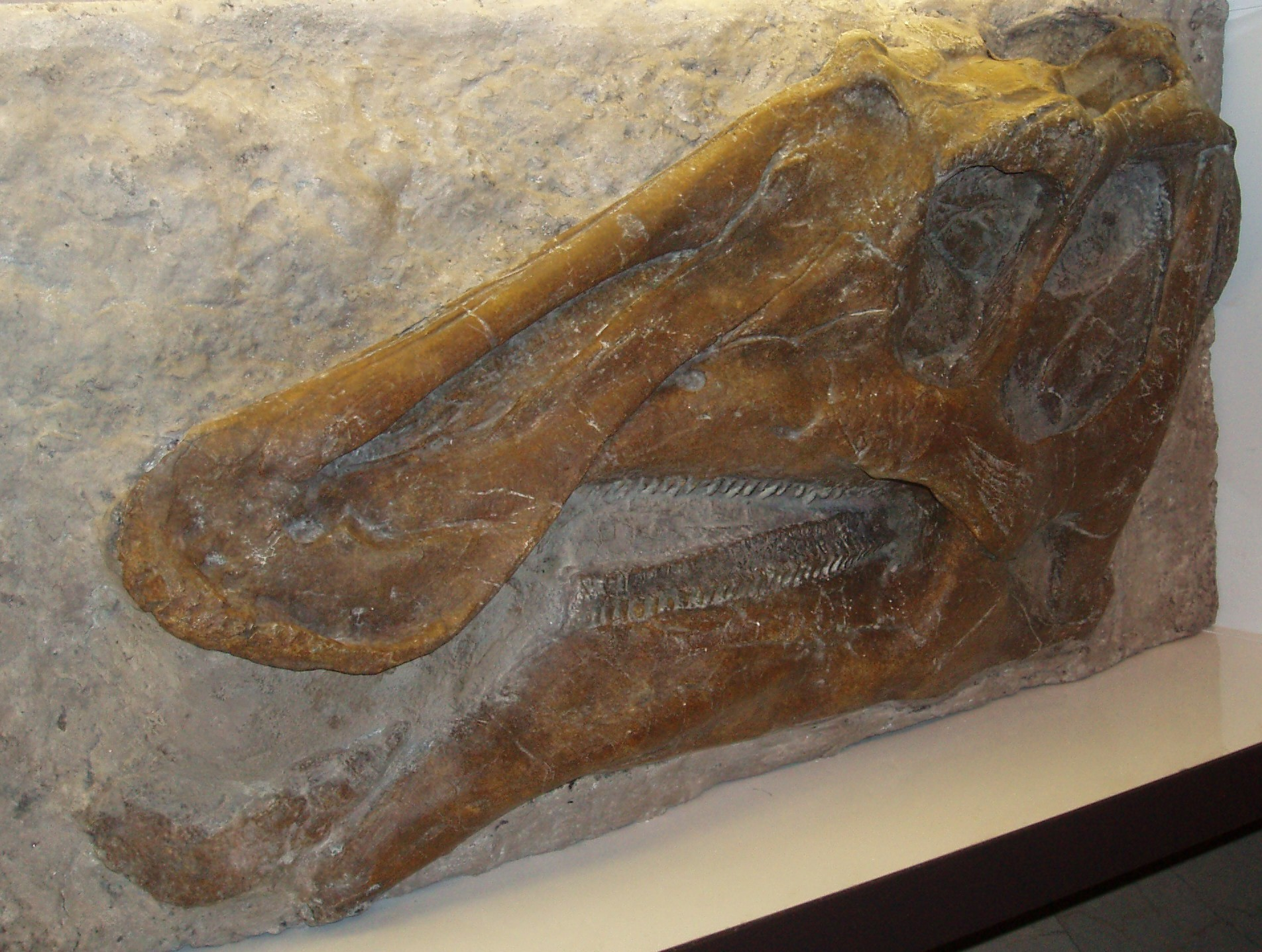
A Prosaurolophus maximus koponyája

Hadrosauridaként a Prosaurolophus nagy méretű növényevő volt, melynek kifinomult koponyája a rágáshoz hasonló őrlőmozgást tett lehetővé. A készletekben százával elhelyezkedő fogai, melyekből egyszerre csak maroknyi volt használatban, folyamatosan cserélődtek. A növényi anyagokat széles csőrével vághatta le, és egy pofaszerű rész segítségével tarthatta a szájában. A növényzetet a földfelszíntől körülbelül 4 méteres magasságig érhette el. A többi hadrosauridához hasonlóan két és négy lábon egyaránt mozoghatott.

### Szociális viselkedés
A csontmedrekben talált bizonyíték alapján ez a nem csoportokban élt, legalábbis az év egy részében. A csoport tagjainak számos módszer segítségével adhatott jeleket. A csontos arcdísz nyilván erre a célra szolgált, és az esetleges orron levő tasakok (diverticulumok) is. A feltételezett tasakok felfújható lágy szövetből álló zsákok lehettek, melyek a fejdísz oldalán levő mély üregekben helyezkedtek el, az orrcimpák meghosszabbításaiként. E légzsákok látható illetve hallható jelek leadására is használhatók lehettek.

## Fordítás
- Ez a szócikk részben vagy egészben a Prosaurolophus című angol Wikipédia-szócikk ezen változatának fordításán alapul.  Az eredeti cikk szerkesztőit annak laptörténete sorolja fel. Ez a jelzés csupán a megfogalmazás eredetét és a szerzői jogokat jelzi, nem szolgál a cikkben szereplő információk forrásmegjelöléseként.